# 중화민국 육군의 부대 목록
다음은 중화민국 육군의 조직 구조이다.

## 사령부
- 지도부
  - 육군사령
  - 육군부사령
  - 참모장
  - 부참모장
  - 사관감독장
- 부서
  - 政治作戰室 정치작전실
  - 督察長室 감찰장실
  - 人事軍務處 인사군무처
  - 軍事情報處 군사정보처
  - 戰備訓練處 전비훈련처
  - 後勤處 후근처(군수)
  - 計畫處 계획처
  - 化學兵處 화학병처
  - 工兵處 공병처
  - 通信電子資訊處 통신전자정보처
  - 主計處 주계처
- 부대
  - 陸軍軍團指揮部 군단지휘부
  - 陸軍防衛指揮部 방위지휘부
  - 陸軍地區指揮部 지구사령부
  - 陸軍航空特戰指揮部 항공특전지휘부
  - 陸軍教育訓練暨準則發展指揮部 육군교육훈련준칙발전지휘부
  - 陸軍後勤指揮部 육군후근지휘부

## 군단지휘부
- 第六軍團指揮部 제6군단지휘부
  - 陸軍機械化步兵第二六九旅 제267기계화보병여단
  - 陸軍裝甲第五四二旅 제542장갑여단
  - 陸軍裝甲第五八四旅 제584장갑여단
  - 陸軍步兵第一五三旅 제153보병여단
  - 陸軍步兵第二〇六旅 제208보병여단
  - 陸軍化學兵第三三群 제33화학병단
  - 陸軍工兵第五三群 제53공병단
  - 陸軍砲兵第二一指揮部 제21포병지휘부
- 第八軍團指揮部 제8군단지휘부
  - 陸軍機械化步兵第三三三旅 제333기계화보병여단
  - 陸軍裝甲第五六四旅 제564장갑여단
  - 陸軍步兵第二〇三旅 제203보병여단
  - 陸軍化學兵第三九群 제37화학병단
  - 陸軍工兵第五四群 제54공병단
  - 陸軍砲兵第四三指揮部 제43포병지휘부
- 第十軍團指揮部 제10군단지휘부
  - 陸軍機械化步兵第二三四旅 제234기계화보병여단
  - 陸軍裝甲第五八六旅 제586장갑여단
  - 陸軍步兵第一〇四旅 제104보병여단
  - 陸軍步兵第二五七旅 제257보병여단
  - 陸軍步兵第三〇二旅 제302보병여단
  - 陸軍化學兵第三六群 제36화학병단
  - 陸軍工兵第五二群 제52공병단
  - 軍砲兵第五八指揮部 제58포병지휘부

## 방위지휘부
- 화롄 방위지휘부(중국어판)
- 펑후 방위지휘부
- 진먼 방위지휘부(중국어판)
  - 진먼 수비대대(중국어판)
  - 례위 수비대대(중국어판)
- 마쭈 방위지휘부
  - 난간 수비대대(중국어판)
  - 베이간 수비대대(중국어판)
  - 쥐광 수비대대(중국어판)

## 지구지휘부
- 陸軍關渡地區指揮部 관두 지구지휘부 (제6군단 지휘부 예하)
- 陸軍東引地區指揮部 둥인 지구지휘부
- 陸軍蘭陽地區指揮部 란양 지구지휘부 (제6군단 지휘부 예하)
- 陸軍臺東地區指揮部 타이둥 지구지휘부 (화롄 방위지휘부 예하)

## 육군항공특전지휘부
- 中華民國陸軍特戰指揮部 특종작전지휘부
- 陸軍飛行訓練指揮部 비행훈련지휘부
- 陸軍航空第六〇一旅 제601항공여단
- 陸軍航空第六〇二旅 제602항공여단
- 中華民國陸軍101兩棲偵察營 제101양서정찰대대
- 高空特種勤務中隊 고공특종근무중대
- 陸軍特種作戰訓練中心 육군특종작전훈련소
- 陸軍空降訓練中心 육군공강훈련소

## 육군교육훈련준칙발전지휘부
- 陸軍步兵訓練指揮部 보병훈련지휘부
- 陸軍裝甲兵訓練指揮部 장갑병훈련지휘부
- 陸軍砲兵訓練指揮部 포병훈련지휘부
- 陸軍化生放核訓練中心 화생방핵훈련소
- 陸軍工兵訓練中心 공병훈련소
- 陸軍通信電子資訊訓練中心 통신전자정보훈련소

## 육군후비지휘부
- 陸軍地區後勤指揮部 지구후비지휘부
- 陸軍地區支援指揮部 지구지원지휘부
- 陸軍後勤訓練中心 후비훈련소

## 그 외 직할 단위
- 中華民國陸軍軍官學校 육군군관학교
- 陸軍專科學校 육군전과학교
- 國軍北區人才招募中心 국방북구인재소집원

## 같이 보기
- 중화민국 해군의 부대 목록
- 중화민국 공군의 부대 목록